# Chillin
Chillin (auch: Chillin') ist ein Lied des US-amerikanischen Rappers Wale und Lady Gaga. Es ist das erste Lied aus seinem Debütalbum Attention:Deficit.

## Hintergrund
Wale fragte Lady Gaga im Januar 2009, ob sie mit ihm ein Lied aufnehmen möchte, da er der Meinung war, dass sie das Feiergefühl der Single besser ausdrücken könne. Er sagte:

„If music was a high school, I feel like I'll be the dude on the football team, and it would be like, ‚OK, Gaga's having a party!‘ And you know all the bad girls are going to be out there.“

Nachdem Wale erfuhr, dass einige mit dieser Zusammenarbeit überrascht waren, sagte er: „Wenn Jay-Z mit Coldplay arbeiten kann, bin ich in der Lage mit Lady Gaga zusammenzuarbeiten.“ Mark Ronson schickte das Lied an Lady Gaga. Sie sagte, dass ihr Teil des Liedes Texte wie „Lookin' at, lookin' at, lookin' at me / Eyes all stickin' like honey on bees“ sein werden. Der Text erfasst das Leben und Image von Wales Heimat (Maryland und District of Columbia). Es ist stark vom Go-Go und dem Rapstil der 1990er Jahre beeinflusst.

## Musikvideo
Das Musikvideo wurde unter der Regie von Chris Robinson gedreht. Es wurde am 2. Juni 2009 auf dem YouTube-Kanal von Interscope veröffentlicht. Es haben unter anderem Young Chris, Tre, Pusha T, Anwan Glover und Bun B mitgewirkt und sind im Video zu sehen. Wale und Gaga sind in der im District of Columbia liegenden Cardozo Senior High School und an weiteren Orten in der Nähe zu sehen. Es beinhaltet außerdem eine Szene in dem berühmten versteckten Bekleidungsgeschäft Bodega in Boston, wo Wale verschiedene Kleider anprobiert. Des Weiteren sind einige Plakate mit Barack Obama zu sehen. Das Video wurde zu BETs Rotation hinzugefügt.

## Veröffentlichungen
| Land                   | Datum           | Format    |
| ---------------------- | --------------- | --------- |
| Vereinigte Staaten     | 2. Juni 2009    | Download  |
| Schweiz                | 27. Juli 2009   | Download  |
| Vereinigtes Königreich | 27. August 2009 | Download  |
| Vereinigtes Königreich | 31. August 2009 | CD Single |

## Charts
Chillin war eine Woche auf Platz 99 der Billboard Hot 100 vertreten. Es wurde dort insgesamt 354.000 mal verkauft. Des Weiteren erreichte es Platz 29 in Australien, Platz 73 in Kanada, Platz 19 in Irland und Platz 6 in Chile. In vielen Staaten wurden jedoch trotz der Veröffentlichung keine Chartplatzierungen erreicht.
| ChartsChartplatzierungen       | Höchstplatzierung | Wochen |
| ------------------------------ | ----------------- | ------ |
| Vereinigtes Königreich (OCC)   | 12 (6 Wo.)        | 6      |
| Vereinigte Staaten (Billboard) | 99 (1 Wo.)        | 1      |